# Hilton Warsaw City
El Hilton Warsaw City es un hotel de Varsovia, Polonia. El hotel de 21 plantas dispone de un restaurante, dos bares, una piscina, 314 habitaciones y un centro de conferencias. El hotel está situado en el distrito empresarial y financiero de la ciudad. Es  accesible mediante un paseo de diez minutos desde el centro y a solo 5 minutos en taxi desde el casco antiguo de Varsovia, declarado Patrimonio Mundial de la Unesco.